# NGC 5605
NGC 5605 é uma galáxia espiral barrada (SBc) localizada na direcção da constelação de Libra. Possui uma declinação de -13° 09' 49" e uma ascensão recta de 14 horas, 25 minutos e 07,5 segundos.
A galáxia NGC 5605 foi descoberta em 11 de Maio de 1784 por William Herschel.